# Ramon Calsina Baró
Ramón Calsina Baró (Barcelona, 26 de febrero de 1901-Barcelona, 26 de noviembre de 1992) fue un pintor y dibujante español del siglo XX.

## Inicios
Nacido el 26 de febrero de 1901 en Barcelona, era hijo de panaderos del Pueblo Nuevo, uno de los barrios obreros de Barcelona. 
«Yo nací dibujando como otro nace jorobado», decía Ramon Calsina, que desde pequeño empezó a estudiar dibujo. 
A los 12 años comenzó sus estudios en la Academia Baixas de dibujo, hasta que a los 14 años tuvo la edad para entrar en la Escuela de la Lonja (Escuela de Bellas Artes). 
Al terminar sus estudios, después de trabajar en la panadería familiar y habiendo cumplido con el servicio militar, decidió dedicarse a la pintura profesionalmente. 

## Primeros reconocimientos
En 1929, coincidiendo con la Exposición Internacional de Barcelona, ganó el segundo premio de la Beca Nacional Amigó Cuyàs. Este premio le permitió viajar durante varios meses por España. En Granada conoció músicos como Manuel de Falla y Enrique Fernández Arbós y al poeta Federico García Lorca. 
En 1932, Calsina ganó el primer premio de la Beca Internacional Amigó Cuyàs, con el dinero de la cual viajó a París donde residió un año y medio. En París trabajó duramente y participó en diferentes exposiciones, entre ellas una en la Société Nationale des Beaux-Arts, el Salon des Humoristes y el Salon des Superindependents. También le publicaron dibujos en la revista alemana Der Querschnitt. 
A pesar del éxito cosechado en Francia, en 1933 decidió volver a España. En 1934 hizo en Barcelona su primera exposición individual en la Sala Parés.

## Guerra Civil y postguerra
Hasta la llegada de la guerra civil española cosechó muchos éxitos y trabajó en muchos campos. Hizo, por ejemplo, los decorados y los carteles de las obras de teatro Fam de Joan Olivé y La boda de la Xela de Xavier Benguerel. También trabajó como profesor en la Escuela de Bellas Artes (Lonja). 
En los últimos días de la Segunda República, Ramon Calsina huyó a Francia, aunque a los pocos días, ante el miedo de un largo exilio, decidió volver. Pasó meses en la plaza de toros de Vitoria, convertida en campo de concentración, hasta que consiguió volver a casa. 
Entonces comenzó una etapa muy difícil con todos sus avalistas lejos del país y en un ambiente que le era hostil. Se encerró en su estudio a trabajar preparando la exposición de cada año y manteniéndose al margen de las corrientes artísticas que se iban imponiendo. 
Se casó a los 44 años, con Rosa Garcés, con la que tuvo tres hijos. 
En colaboración con la editorial La Osa Menor editó un libro de litografías del Quijote y otro sobre el mundo de los toros observado con sarcasmo. 
En 1957, un grupo de amigos y de entidades culturales aprovecharon una exposición del pintor en la galería Syra para hacerle un homenaje y entre unas cuantas iniciativas se hizo una suscripción para comprar un magnífico óleo que cedieron al Museo Nacional de Arte de Cataluña (MNAC).

## Estilo
El estilo artístico de Ramon Calsina se encuadra entre el surrealismo y el arte figurativo. Algunos críticos han catalogado su estilo de realismo mágico, aunque el propio pintor nunca quiso enmarcarse en una determinada corriente.
El grueso de su obra son óleos y dibujos, aunque también trabajó el grabado.

## Madurez
En 1965 le concedieron el prestigioso premio Ynglada-Guillot de dibujo. También hizo las vidrieras para la iglesia de Sant Esteve de Granollers y otras para el Banco Transatlántico de Barcelona. 
Calsina ha tenido siempre un público fiel y entusiasta, pero un escaso reconocimiento oficial. En cambio si se repasa lo que se ha escrito sobre él tiene una entidad considerable y hay una unanimidad en muchos aspectos: un oficio extraordinario, una personalidad exuberante, integridad, fiel a unas convicciones artísticas y morales. 
En 1984 esta admiración afloró y un numeroso grupo de poetas, escritores, artistas e intelectuales, encabezados por Avel•lí Artís Gener "Tisner", hicieron un llamamiento social al reconocimiento de Calsina. Entre los firmantes de esta carta, escrita por Pere Calders, figuraban media docena de Premios de Honor de las Letras Catalanas. 
Como consecuencia del manifiesto, la Caja de Ahorros de Barcelona, con la colaboración de la Generalidad de Cataluña organizó una exposición antológica. En 1990 se realizó otra gran exposición antológica en el Centro Conde Duque de Madrid, con la colaboración del Ayuntamiento. Ese mismo año le fue concedida la Creu de Sant Jordi (distinción que otoga la Generalidad de Cataluña). Falleció en Barcelona el 26 de noviembre de 1992. 
En febrero de 2001 se inauguró en Barcelona, en el barrio del Pueblo Nuevo, una plaza que lleva su nombre. En 2009 fue creada la Fundación Ramon Calsina, impulsada por la familia del pintor.